# Dyspetes nogodanus
Dyspetes nogodanus là một loài tò vò trong họ Ichneumonidae.